# HiLISP

HiLISP は日立製作所によるCommon Lispの実装である。
HiLISP は開発コード名であり、製品名としては、単にLISPとしているが、稼動するOSを並記して、日立のメインフレームであるHITAC Mシリーズでは、VOS3 LISPならびにLISP E2、日立ワークステーション2050シリーズでは、HI-UX LISP とも呼称している。  
VOS3 LISPは1987年4月に日本国内初の商用Common Lisp処理系としてリリースされた。
また、当初のHiLISPはCLtL1相当であったが、オブジェクト指向システムが追加されたCLtL2相当の処理系は、HiOBJ-2という開発コード名でも呼称されていた。

## 特徴
- Common Lisp仕様への準拠
- メモリ空間の確保。1980年代後半としては広大な2GiBのアドレス空間のサポート
- 移植性の確保。マシン非依存のL-Codeと呼ぶ中間語へ変換し、Lisp形式で表現されたアセンブリ言語であるLAPへと展開される。
- 日本語処理。シンボル(変数名、関数名)、データ (文字、文字例)及び注釈に漢字を使用でき、漢字を英･数字と全く同じように扱うことが可能である。
- 豊富なプログラミング環境。LISPの文法を意識した専用の構造画面エディタ、デバッカ、ステッパ、トレーサ、インスペクタから成るデバッギングツールを内蔵している。
- 他言語プログラムインタフェース。C言語やFORTRANで善かれたプログラムを、LISPの関数として呼び出すことができる。
- グラフィック表示機能。出力データを図や表として表示することができる。また，マルチウインドウ操作やマウス入力も可能である。
- ユーザー実行環境の保存。構築した実行環境を退避･再利用でき、応用プログラムをLISPの存在を意識させないで実行できる。

## 言語仕様
開発当初はCLtL1相当であったが、後にANSI規格の中間報告書であるCLtL2への準拠が進められた

## 動作プラットフォーム
- HITAC Mシリーズ (M-280Hなど)
- 日立ワークステーション2050シリーズ、2020シリーズ

## 主な応用
- ES/KERNEL (エキスパートシステム構築ツール)

## 製品リリース年表
- 1987-04 VOS3 LISP[1]
- 1988-11 HI-UX LISP[4]
- 1990-01 VOS3 LISP E2[5]
- 1990-01 HI-UX LISP E2